# Meridiosignum minidenticulatum
Meridiosignum minidenticulatum là một loài chân đều trong họ Paramunnidae. Loài này được Just & Wilson miêu tả khoa học năm 2007.